# Ferrari 250 GT California
La Ferrari 250 GT California Spider è un'autovettura sportiva a due posti, convertibile, costruita dalla casa automobilistica italiana Ferrari, tra il 1957 ed il 1963, sulle forme di una Berlinetta TdF aperta (senza capote). Fu fabbricata, per il mercato statunitense e più precisamente per l'area californiana (da cui il nome), in due serie distinte: la prima, che verrà denominata “passo lungo ” o anche LWB (long wheel base ), è realizzata dal 1958 al 1960 con un prototipo costruito nel 1957, mentre la seconda serie fu denominata “passo corto ” o anche SWB (short wheel base ) e prodotta dal 1960 al 1962, con l'ultimo esemplare finito all'inizio del 1963. Per entrambe le serie era disponibile un tettuccio rigido asportabile.

Della seconda serie ne furono realizzati solo 55 esemplari, di cui 18 avevano i fanali scoperti, cioè senza il vetro stondato, aereodinamico, di copertura; caratteristica particolare che ha interessato anche la prima serie.

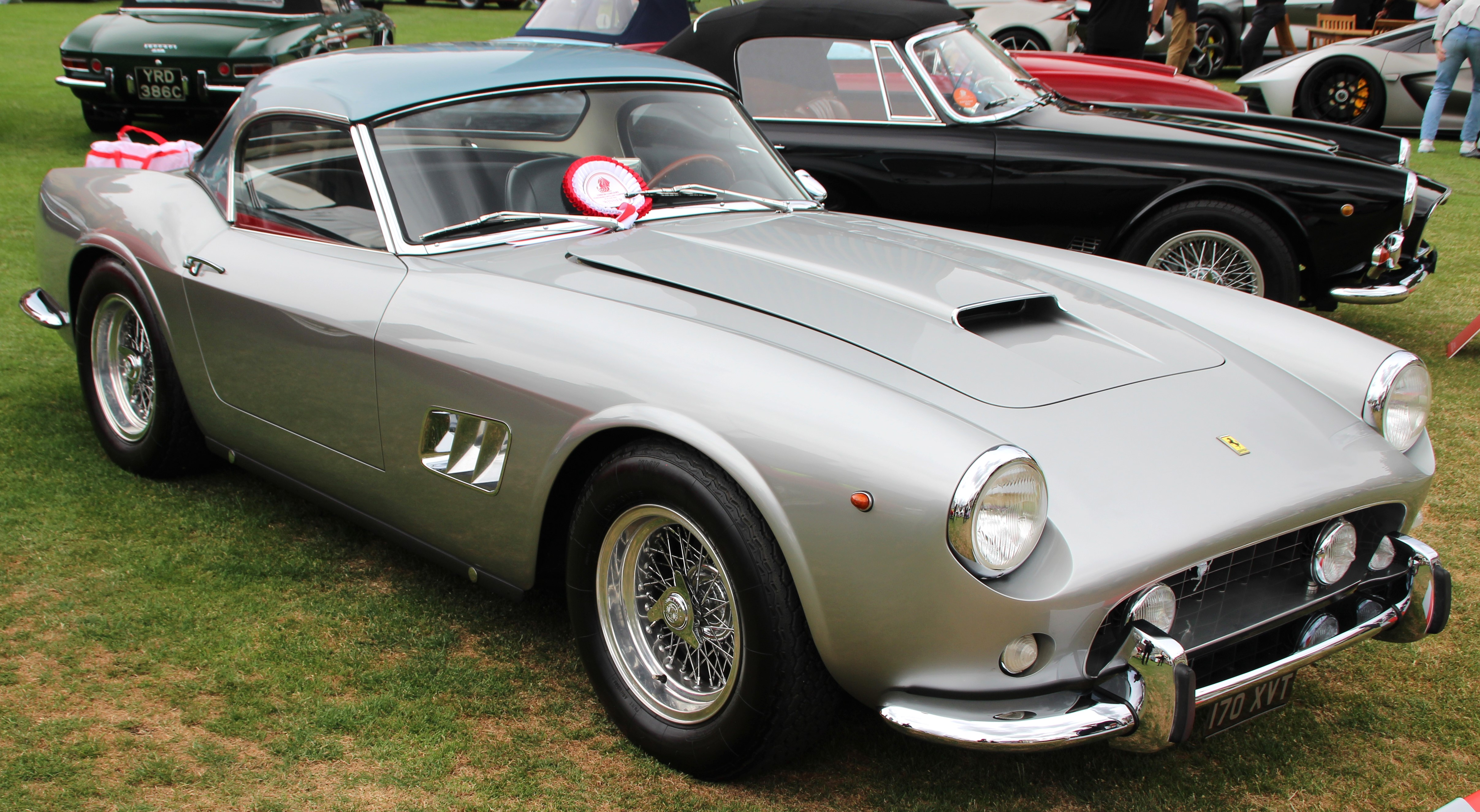
SWB del 1962
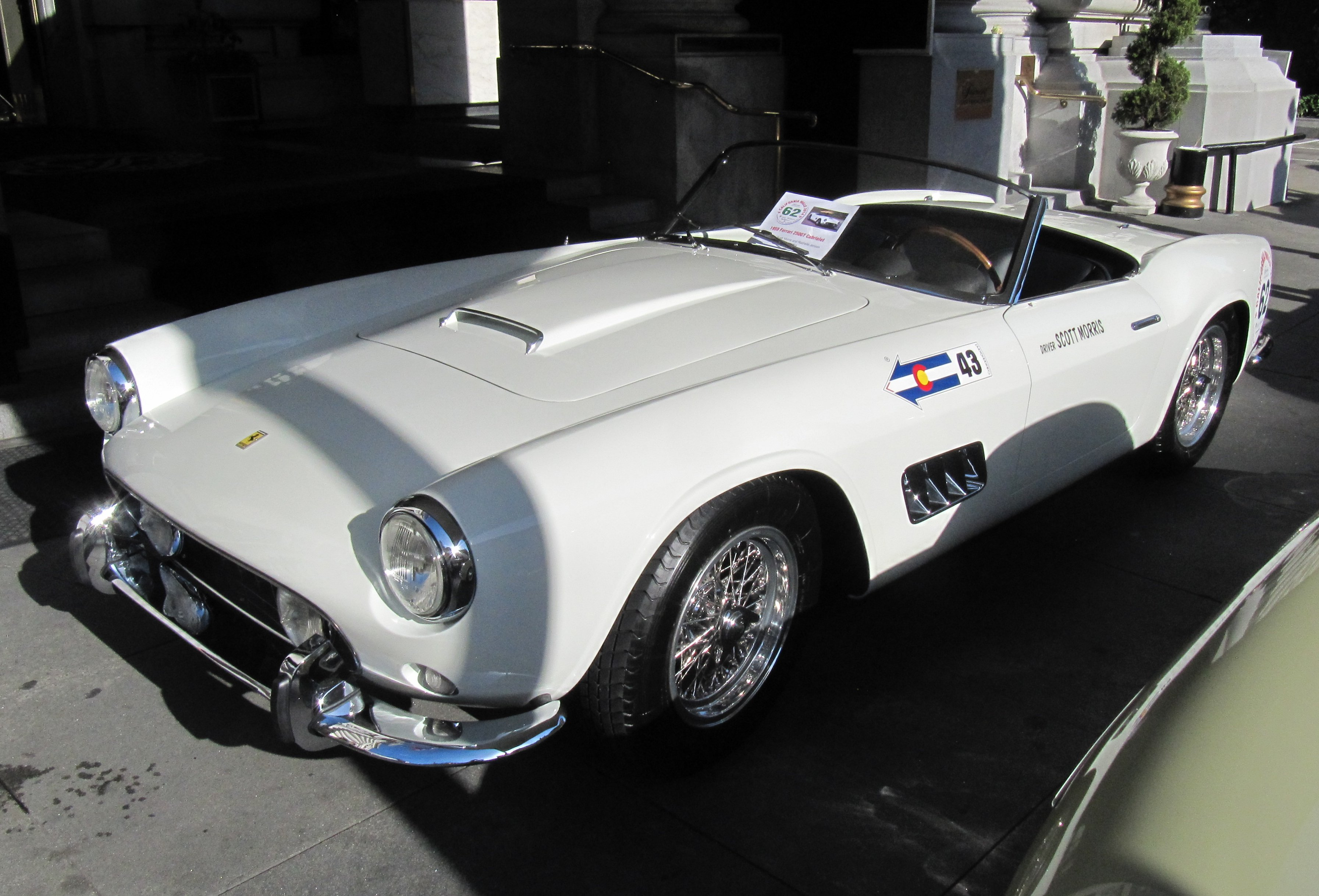
LWB del 1959
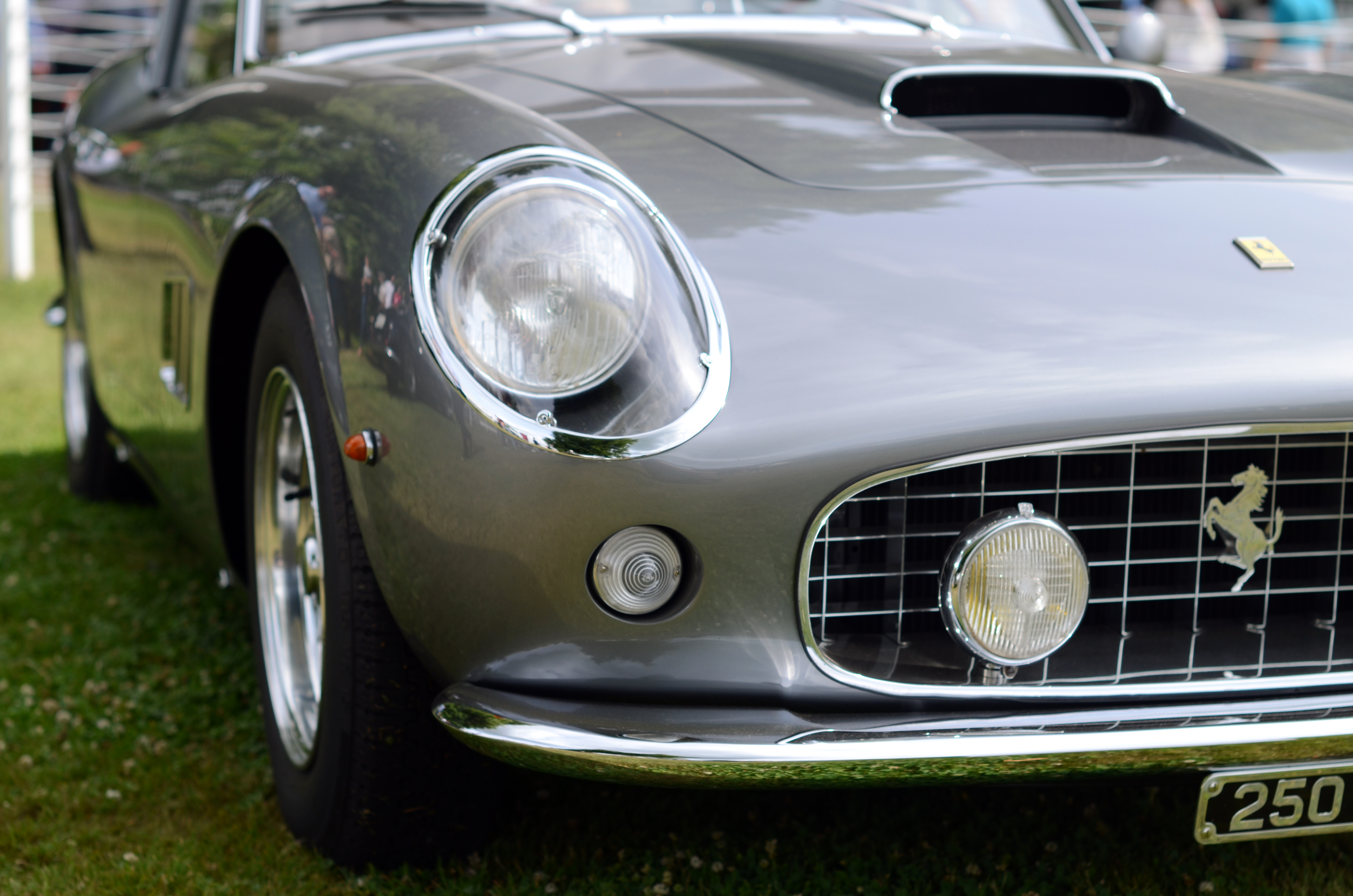
Copertura del fanale
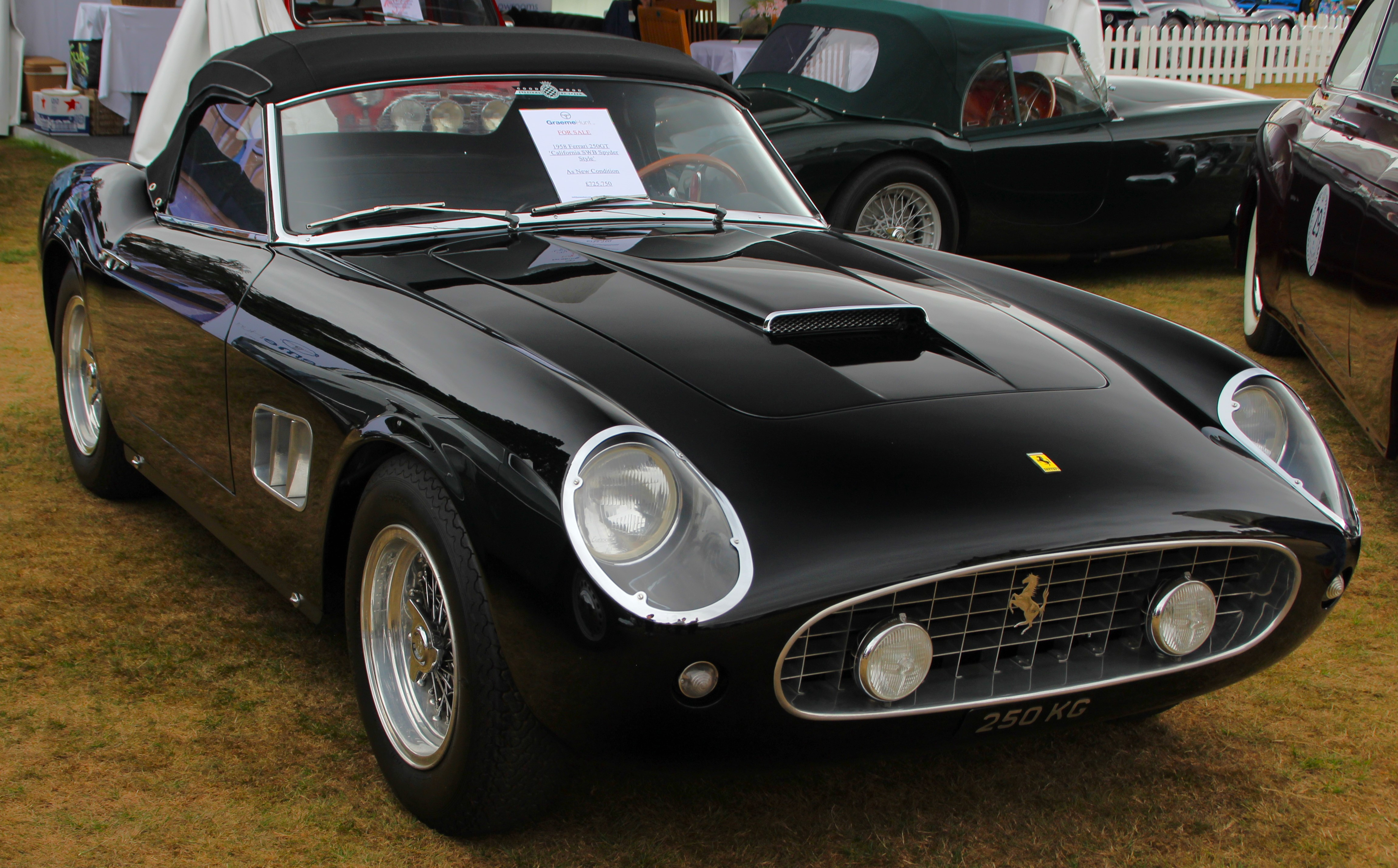
Primi modelli 1958

## Profilo e contesto

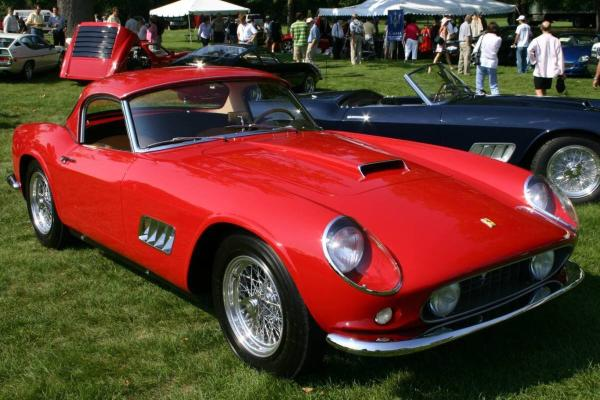
California Spider del 1961

Gli Stati Uniti d'America erano divenuti un mercato di grande interesse per la Ferrari, soprattutto grazie all'affermata reputazione delle vetture sportive prodotte dalla casa di Maranello, e al lavoro di Luigi Chinetti, importatore in USA. Tuttavia, l'idea di proporre un modello studiato per il mercato statunitense, fu di John Von Neumann, fiduciario della West Coast, che propose a Chinetti una serie di vetture adeguate più al “lo Stato del Sole” e del suo clima subtropicale (molto soleggiato e arido). Chinetti fece propria l'idea e persuase Enzo Ferrari. Il proposito ebbe dunque seguito, con la produzione di 106 esemplari, di cui 9 interamente in alluminio.
Il termine “spider”, nella denominazione che fu data originariamente alla vettura, può risultare improprio, in quanto il modello è più una cabriolet con tettuccio ripiegabile; tuttavia, il nome “spider” le fu dato per distinguerla dalle 250 GT Cabriolet, che erano in produzione in concomitanza col modello California, ma che nascevano dalle 250 GT Coupé stradali. Mentre la 250 GT California ebbe origine dalla 250 berlinetta di quegli anni, e ne rappresentava la versione aperta. 

### Tecnica e meccanica

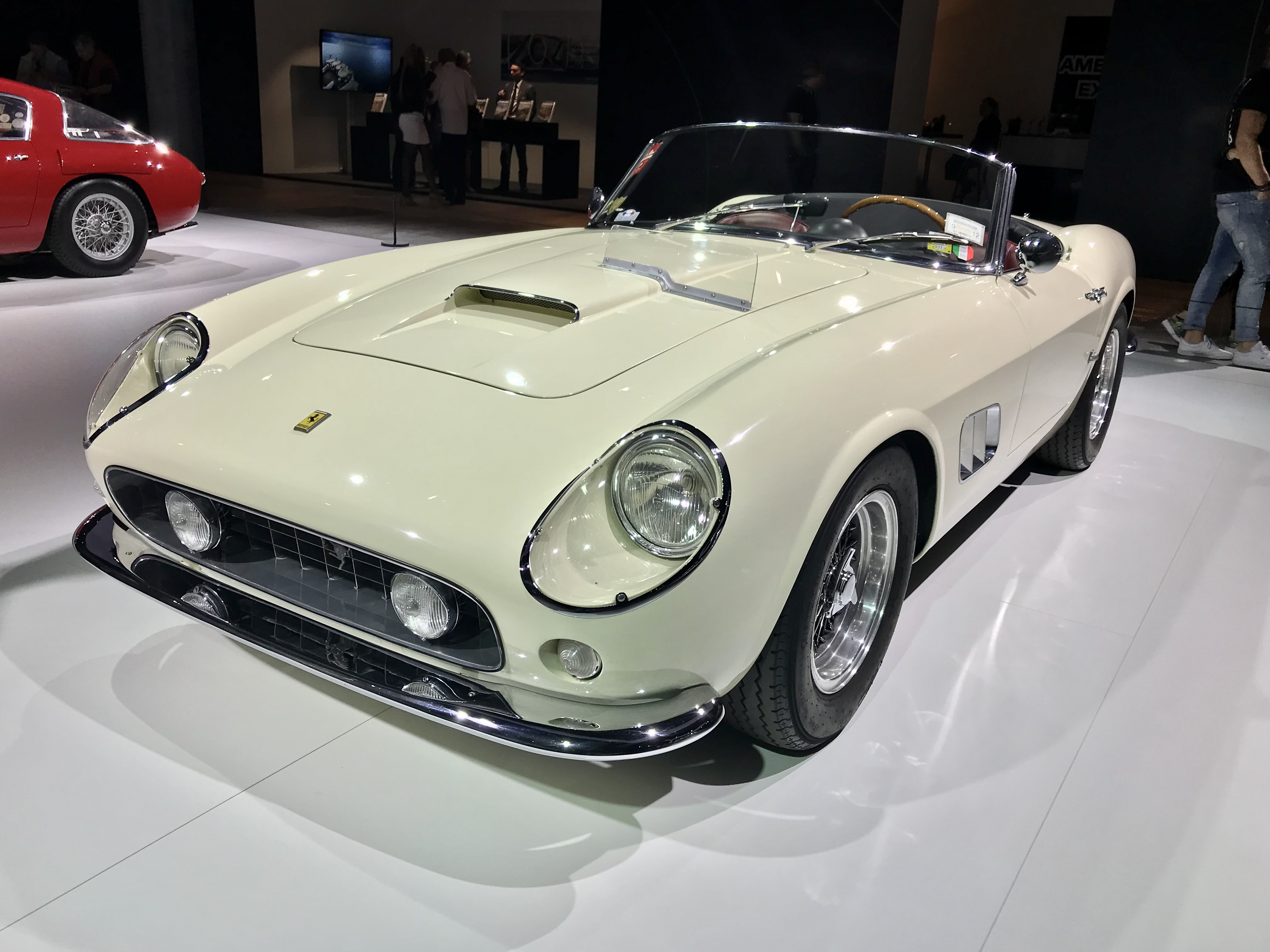
California Spider SWB

La carrozzeria fu progettata e realizzata da Sergio Scaglietti per entrambe le serie, costruita in lamiere d'acciaio, con le portiere ed il cofano in alluminio. Nove esemplari, prodotti dalla Carrozzeria Scaglietti, furono fabbricati totalmente in alluminio. 

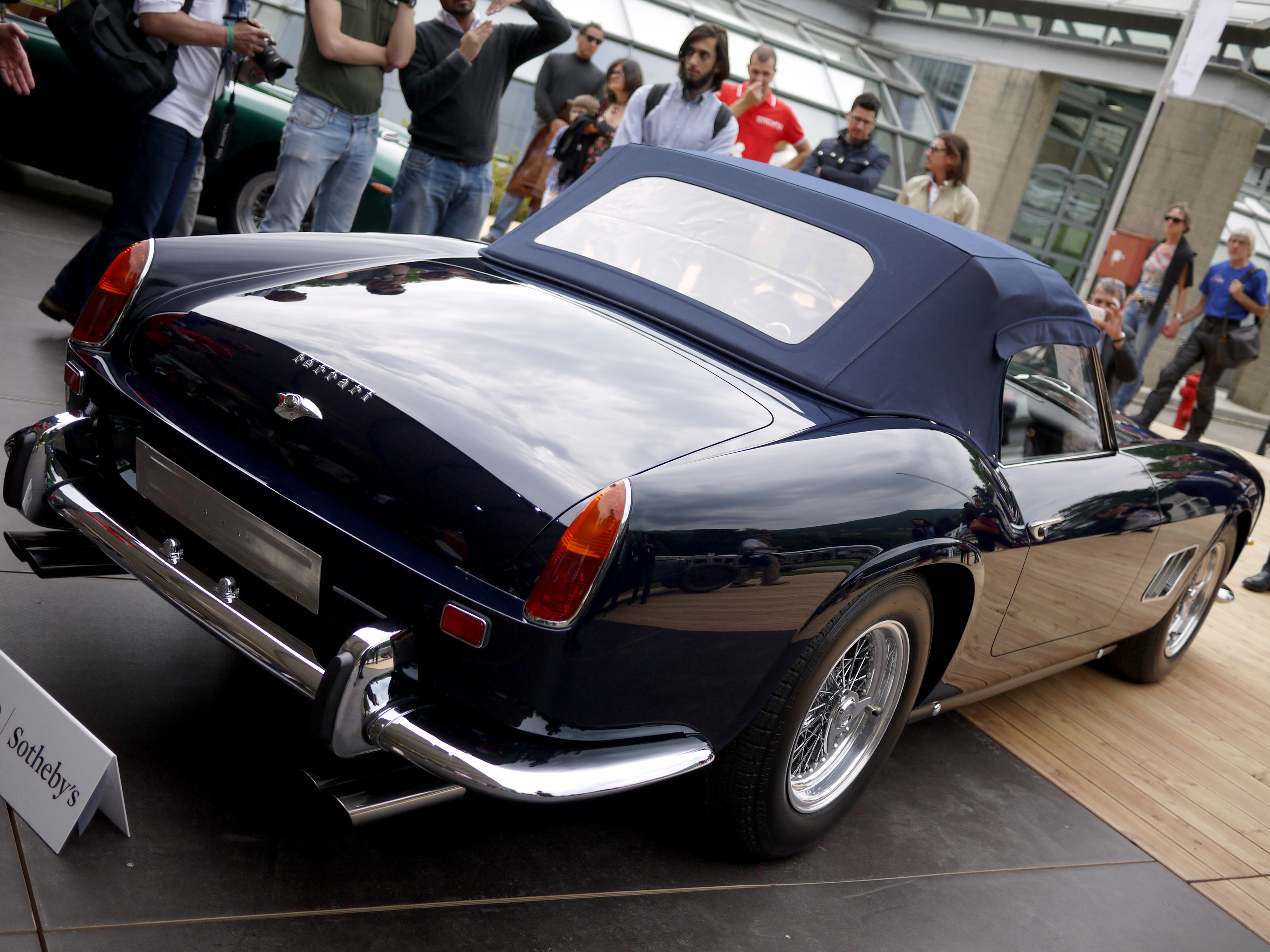
con capote morbida alzata

La 250 GT California fu fabbricata sulle stesse linee produttive delle berlinetta, condividendo con queste, le sospensioni, i freni e lo sterzo. Gli esemplari fabbricati avevano la guida a sinistra. Sugli ultimi modelli prodotti della prima serie, furono introdotti i freni a disco su tutte e quattro le ruote, in sostituzione dei freni a tamburo. Le vetture della serie a “passo corto”, erano piuttosto somiglianti alle “passo lungo”, tranne che per alcuni particolari meno evidenti, tra cui il passo del telaio, lungo 2400 mm invece di 2600 e per le bocchette laterali di uscita dell'aria dal cofano, che avevano rispettivamente 3 o 4 “branchie” di deflusso.

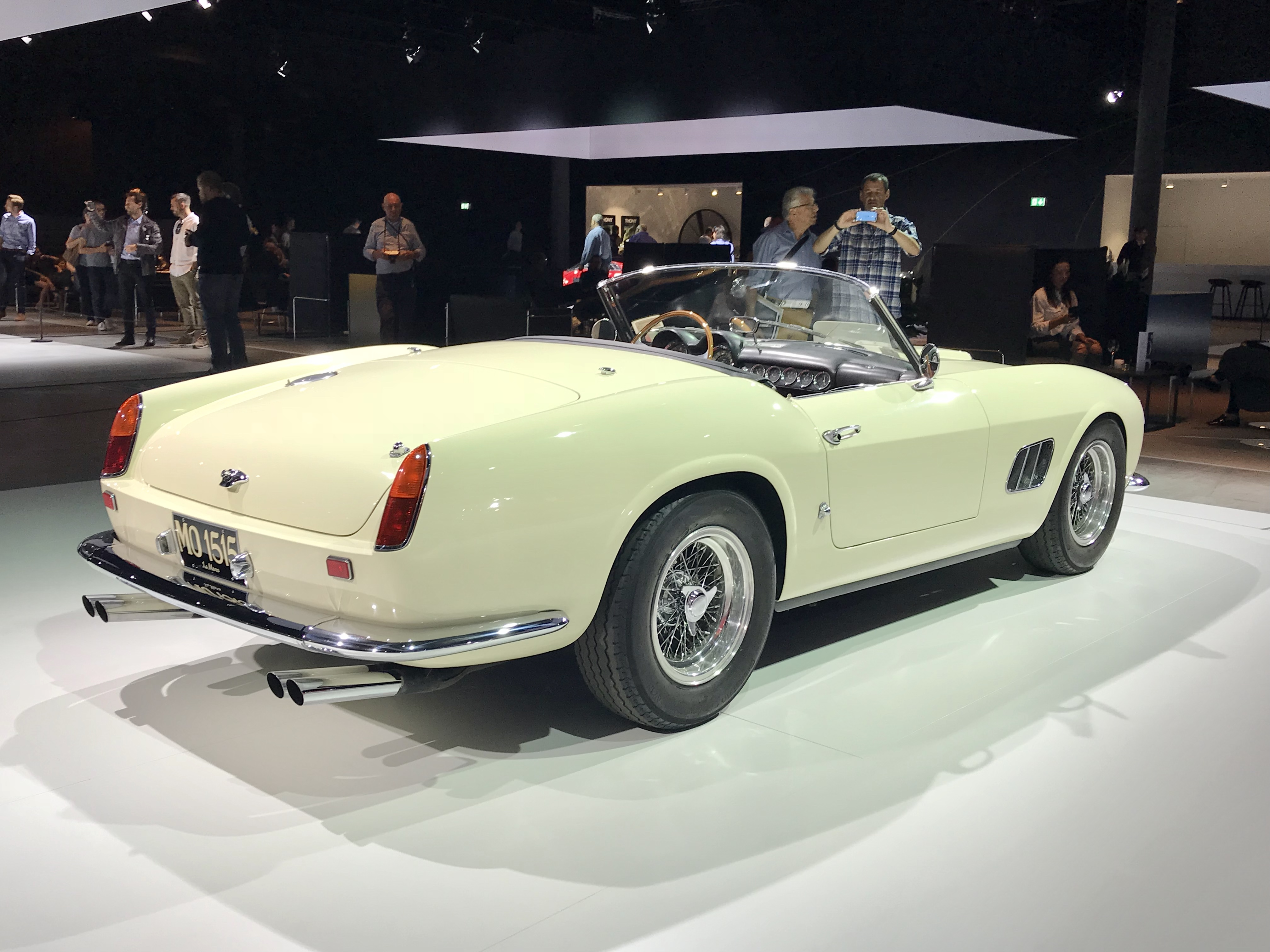
posteriore della SWB 1960

I primi esemplari della prima serie avevano in dotazione un motore V12 da 3 litri di cilindrata, che fu sviluppato e migliorato durante gli anni. La distribuzione era disposta a monoalbero per ogni bancata di cilindri, con le candele comprese nella “V” della testata del propulsore. Inizialmente, l'accensione era costituita da una singola bobina d'accensione e da un singolo distributore, successivamente cambiata in una doppia bobina e relativo distributore. I modelli di transizione, tra le due serie, avevano invece le candele esterne alla “V” del motore, con sistema di distribuzione doppio, ed un impianto d'alimentazione con carburatori potenziati. Le ultime vetture della seconda serie conservavano il sistema di alimentazione con quest'ultima soluzione e con le candele esterne alla “V” del motore.

## Le competizioni

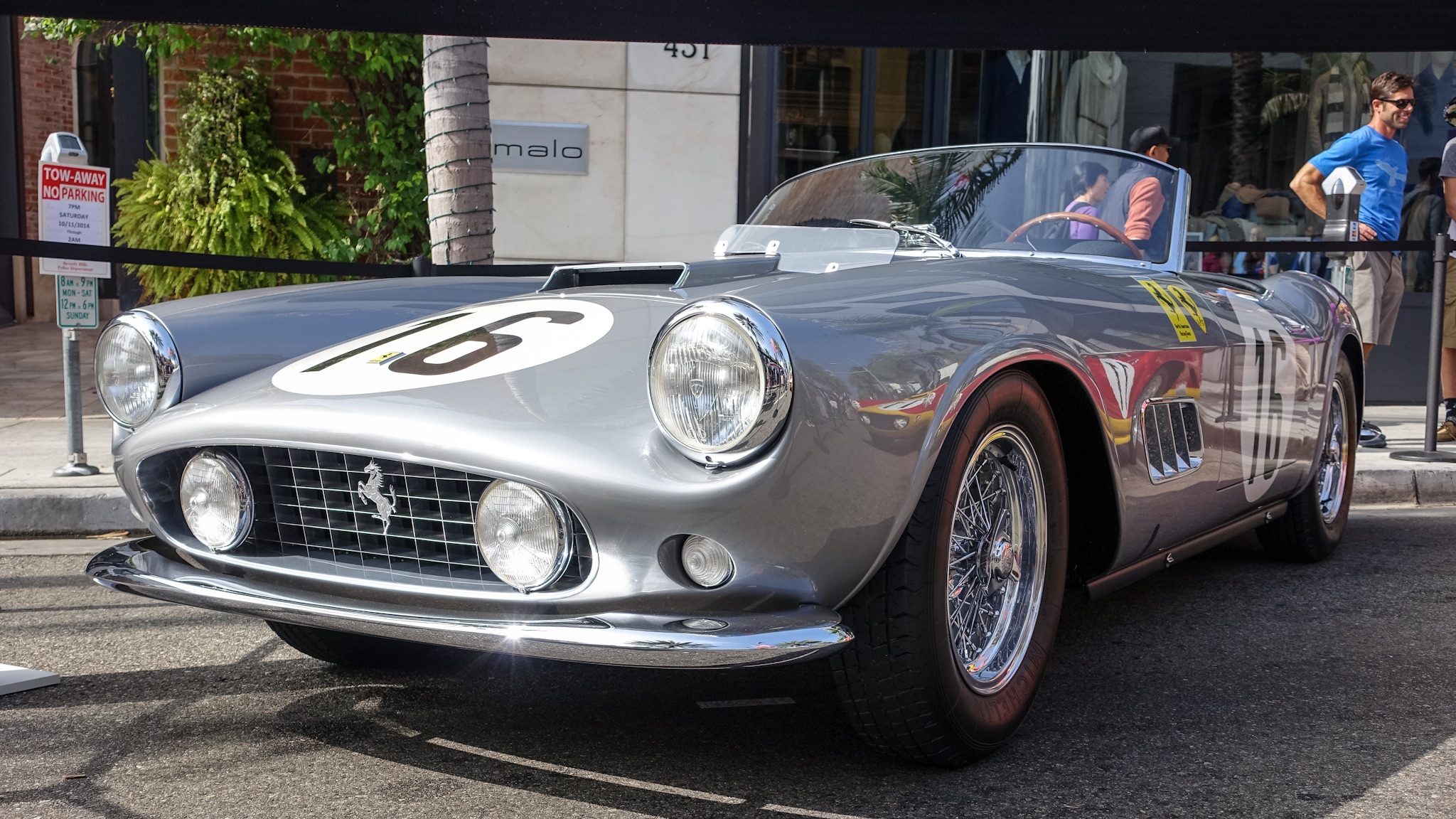

Alcuni esemplari della “250 California” parteciparono a competizioni, con il motore interessato ad alcune evoluzioni che portarono ad importanti sviluppi tecnici. Il quinto posto fu il miglior risultato alla 24 Ore di Le Mans del 1959 con alla guida Bob Grossman e Fernand Tavano. Lo stesso esemplare partecipò anche ad altre gare negli Stati Uniti d'America ed ottenne buoni risultati.

## Caratteristiche tecniche

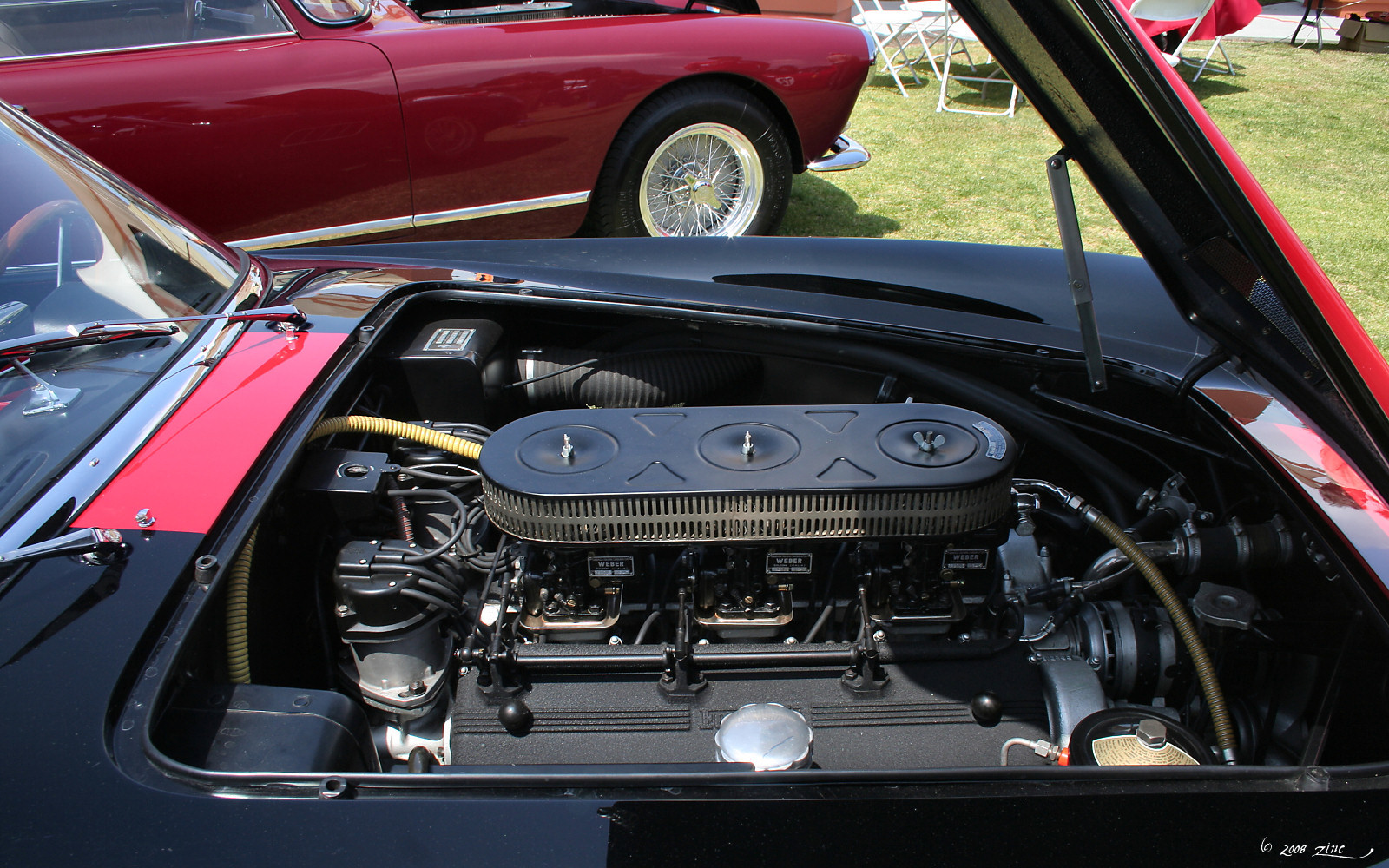
Motore di una 250 GT California LWB

Il motore è anteriore longitudinale con architettura V12 di 60°. La cilindrata era di 2953,21 cm³ con alesaggio e corsa rispettivi di 73 e 58,8 mm. Nella prima serie della vettura, il rapporto di compressione era voluto di 8,5:1, mentre nella seconda serie diventò 9,2:1, con rispettive potenze massime erogate di 240 e 280 CV a 7000 giri al minuto. La distribuzione era a monoalbero con due valvole per cilindro. L'alimentazione era fornita da tre carburatori della Weber modello 36 DCL. L'accensione poteva essere singola o doppia, a seconda dei modelli, e con due spinterogeni. La lubrificazione era a carter umido, mentre la frizione era doppio disco.

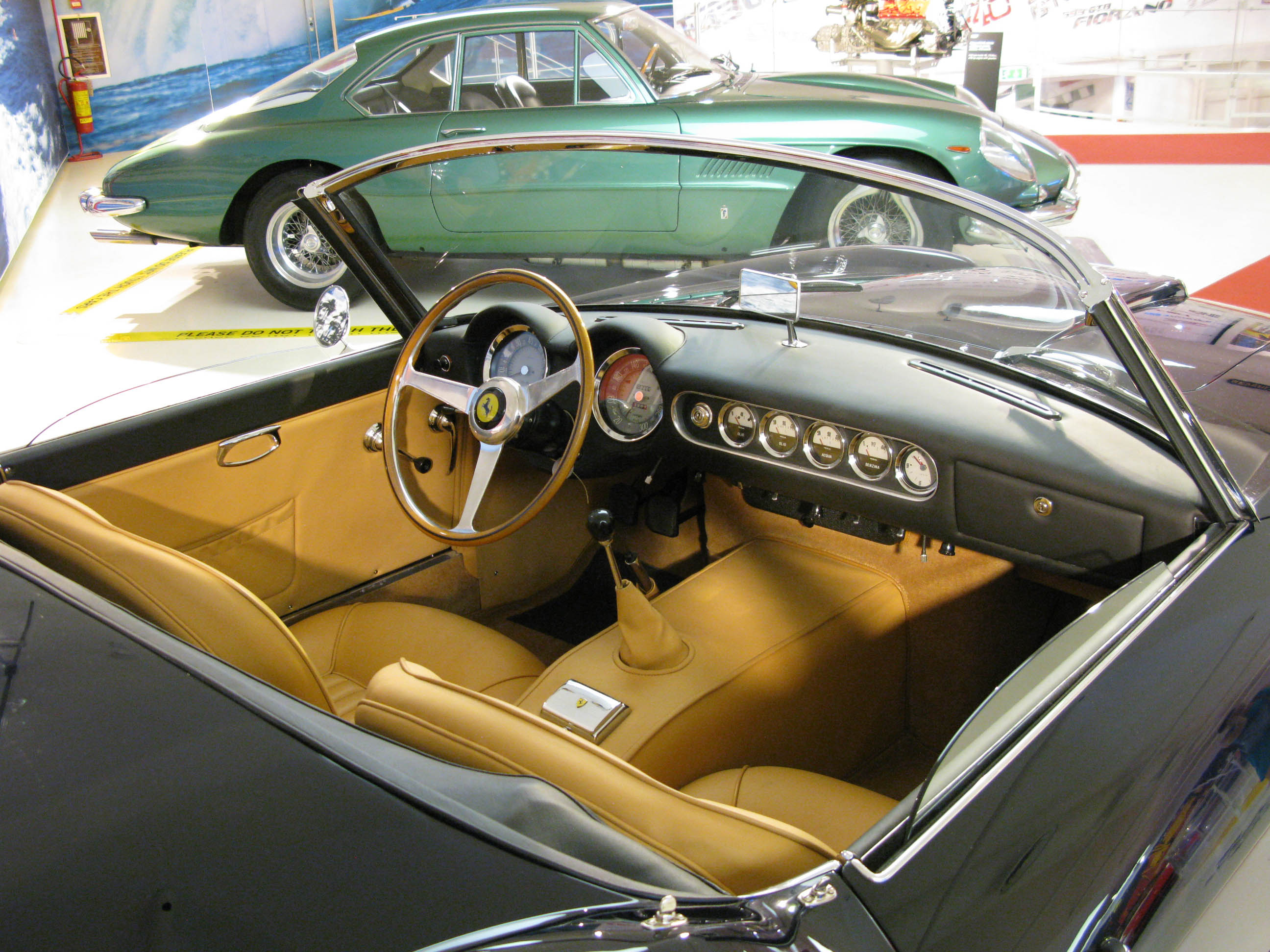
Interni di una California Spider SWB del 1961

Il telaio era tubolare in acciaio. Le sospensioni anteriori erano indipendenti, con quadrilateri trasversali e molle elicoidali; quelle posteriori a ponte rigido con balestre longitudinali. Entrambe montavano ammortizzatori idraulici. All'inizio furono installati freni a tamburo per poi essere sostituiti da freni a disco. Il cambio era a quattro rapporti più la retromarcia, mentre lo sterzo era a vite senza fine e settore dentato.
La 250 GT California raggiungeva una velocità massima che andava da 225 a 250 km/h per la prima serie e da 250 a 270 km/h per la seconda serie, a seconda del rapporto al ponte finale che veniva montato.